# هانس ياكوب بولوتسكي
هانس ياكوب بولوتسكي (بالعبرية: הנס יעקב פולוצקי‏) (13 سبتمبر 1905 - 10 أغسطس 1991) مستشرق ولغوي إسرائيلي وأستاذ الغات السامية وعلم المصريات في الجامعة العبرية في القدس.
في عام 1966 نال جائزة إسرائيل في العلوم الإنسانية. 

## سيرة شخصية
ولد بولوتسكي في زيورخ بسويسرا لأبوين يهوديين روسيين. ونشأ في برلين ودرس علم المصريات واللغات السامية في جامعتي برلين وغوتنغن. في عام 1929 حصل على درجة الدكتوراه.
غادر ألمانيا في عام 1935 واستقر في فلسطين تحت الانتداب البريطاني، حيث قام بالتدريس والعمل البحثي في الجامعة العبرية في القدس، ليصبح أستاذاً في عام 1948. في عام 1953 أسس قسم اللسانيات هناك  وعمل لاحقًا عميدًا لكلية العلوم الإنسانية. ومات في القدس.
عمله الرئيسي هو كتاب «دراسات في قواعد اللغة القبطية» الذي نُشر عام 1944 والذي غير بشكل جذري النظرة العلمية لنحو اللغة القبطية واللغات المصرية القديمة. حققت نظرية بولوتسكي عن الفعل المصري (حيث ميز المصريون أشكال أفعالهم المختلفة بشكل أساسي من خلال النطق، ولم تكتب حروف العلة) نجاحًا كبيرًا لدرجة أنها سميت بالنظرية القياسية.
في برلين، كان بولوتسكي تتلمذ بولوتسكي على عالم المصريات الشهير كورت زيته. وفي القدس، كانت إحدى طلابه ميريام ليشتهايم، المعروفة بترجماتها الواسعة للنصوص المصرية القديمة.

## الجوائز
- في عام 1962، حصل بولوتسكي على جائزة روتشيلد.
- في عام 1966 نال جائزة إسرائيل في العلوم الإنسانية. [4]
- في عام 1982، حصل على جائزة هارفي.